# ヴァトルーシュカ
ヴァトルーシュカ (ватрушка) は、凹状に形成した生地の中央にカッテージチーズを載せて焼成したピロークの一種。時にはレーズンや刻んだ果実が加えられる。
通常のサイズは直径13センチメートルほどであるが、これより大きなものも存在する。生地には甘く味付けされたイースト生地を用いるのが典型的であるが、セイボリーの為に供する場合は生地に砂糖を加えず、詰め物にはタマネギを加える。
ヴァトルーシュカの語源は明らかではない。よく知られた仮説に、いくつかのスラブ系の言語で「火」を意味するヴァトラに由来するというものがある。別の仮説ではтереть（こする、おろし金などでおろす）という動詞か、Творог（トヴァローク/ロシアのカッテージチーズ）という語に由来するとしている。